# Konklawe 1334
Konklawe 13-20 grudnia 1334 – drugie konklawe okresu niewoli awiniońskiej i pierwsze, które odbywało się w Awinionie (poprzednie w 1316 odbyło się w Lyonie). Zakończyło się wyborem Benedykta XII na następcę Jana XXII.

## Śmierć Jana XXII
Sędziwy papież Jan XXII zmarł 4 grudnia 1334 roku po nadspodziewanie długim, 18-letnim pontyfikacie. Upłynął on pod znakiem ustabilizowania siedziby papiestwa w Awinionie i umocnienia wpływów francuskich w kurii papieskiej. Dopiero pod koniec życia Jan XXII, zaniepokojony pogłębiającym się chaosem we Włoszech, groźnym dla władzy Kościoła w tamtych stronach, zaczął rozważać powrót do Rzymu, jednak przeciwna temu była większość kardynałów, a i sam papież wyraźnie się do tego nie spieszył. Kwestia powrotu na Tyber okazała się najważniejsza podczas konklawe po jego śmierci i zaważyła na jego wyniku.

## Lista uczestników
W konklawe wzięło udział wszystkich 24 kardynałów, w tym 16 Francuzów, 7 Włochów i Hiszpan:
- Guillaume Godin (nominacja kardynalska: 23 grudnia 1312) – kardynał biskup Sabiny; komendatariusz kościoła prezbiterialnego S. Cecilia; prymas Świętego Kolegium Kardynałów
- Pierre Desprès OP (20 grudnia 1320) – kardynał biskup Palestriny; komendatariusz kościoła prezbiterialnego S. Pudenziana; wicekanclerz Świętego Kościoła Rzymskiego
- Bertrand du Pouget (18 grudnia 1316) – kardynał biskup Ostia e Velletri; komendatariusz kościoła prezbiterialnego S. Marcello
- Gauscelin de Jean (18 grudnia 1316) – kardynał biskup Albano; komendatariusz kościoła prezbiterialnego Ss. Marcellino e Pietro; penitencjariusz większy
- Jean-Raymond de Comminges; Kardynał z Comminges[4] (18 grudnia 1327) – kardynał biskup Porto e Santa Rufina; komendatariusz kościołów prezbiterialnych S. Crisogono i S. Croce in Gerusalemme
- Annibaldo di Ceccano (18 grudnia 1327) – kardynał biskup Tusculum; komendatariusz kościoła prezbiterialnego S. Lorenzo in Lucina
- Jacques Fournier OCist (18 grudnia 1327) – kardynał prezbiter S. Prisca; protoprezbiter Świętego Kolegium Kardynałów
- Raymond de Mostuejouls OSB (18 grudnia 1327) – kardynał prezbiter S. Eusebio
- Pierre de Montemart (18 grudnia 1327) – kardynał prezbiter S. Stefano al Monte Celio
- Pierre des Chappes (18 grudnia 1327) – kardynał prezbiter Ss. Silvestro e Martino
- Matteo Orsini di Monte Giordano OP (18 grudnia 1327) – kardynał prezbiter Ss. Giovanni e Paolo; administrator archidiecezji Palermo
- Pedro Gómez de Barroso; Kardynał z Hiszpanii[4] (18 grudnia 1327) – kardynał prezbiter S. Prassede; kamerling Świętego Kolegium Kardynałów
- Imbert Dupuis (18 grudnia 1327) – kardynał prezbiter Ss. XII Apostoli
- Élie Talleyrand de Périgord; Kardynał z Périgord[4] (25 maja 1331) – kardynał prezbiter S. Pietro in Vincoli
- Pierre Bertrand d’Annonay; Kardynał z Autun[4] (20 grudnia 1331) – kardynał prezbiter S. Clemente
- Napoleone Orsini Frangipani (16 maja 1288) – kardynał diakon S. Adriano; protodiakon Świętego Kolegium Kardynałów; archiprezbiter bazyliki watykańskiej
- Giacomo Caetani Stefaneschi (17 grudnia 1295) – kardynał diakon S. Giorgio in Velabro; komendatariusz kościoła prezbiterialnego S. Maria in Trastevere
- Luca Fieschi (2 marca 1300) – kardynał diakon S. Maria in Via Lata; komendatariusz diakonii Ss. Cosma e Damiano; archiprezbiter bazyliki liberiańskiej
- Raymond Guillaume des Farges (19 grudnia 1310) – kardynał diakon S. Maria Nuova
- Bertrand de Montfavez (18 grudnia 1316) – kardynał diakon S. Maria in Aquiro; archiprezbiter bazyliki laterańskiej
- Gaillard de la Mothe (18 grudnia 1316) – kardynał diakon S. Lucia in Silice
- Gian Gaetano Orsini (18 grudnia 1316) – kardynał diakon S. Teodoro; komendatariusz kościoła prezbiterialnego S. Marco
- Arnaud de Via (20 czerwca 1317) – kardynał diakon S. Eustachio; komendatariusz kościołów prezbiterialnych Ss. IV Coronati i S. Lorenzo in Damaso
- Giovanni Colonna (18 grudnia 1327) – kardynał diakon S. Angelo in Pescheria

Jan XXII mianował dziewiętnastu elektorów, Klemens V i Bonifacy VIII po dwóch, a Mikołaj IV jednego.
Urząd kamerlinga Świętego Kościoła Rzymskiego sprawował wówczas Gasbert de Valle, arcybiskup Arles i krewny papieża Jana XXII.

## Podziały w Kolegium Kardynalskim
Święte Kolegium dzieliło się na dwie frakcje narodowe:
- francuską – pod wodzą kardynała Élie Talleyranda de Périgord, która opowiadała się za pozostaniem w Awinionie. Grupowała ona blisko 2/3 kardynałów, co oznaczało, że mogła przeforsować swoją wolę nie oglądając się na zdanie reszty,
- włoską – skupioną wokół kardynała Giovanniego Colonny.

Powszechnie spodziewano się wyboru francuskiego kardynała Jean-Raymonda de Comminges, biskupa Porto e Santa Rufina.

## Przebieg konklawe. Wybór Benedykta XII
Konklawe rozpoczęło się 13 grudnia, jednak przez pierwsze siedem dni nie odbyło się ani jedno głosowanie. W tym czasie francuscy kardynałowie próbowali uzyskać od swojego kandydata Jean-Raymondade Comminges jednoznaczną i uroczystą deklarację, że nie zamierza opuszczać Awinionu. Kardynał z Comminges konsekwentnie odmawiał jednak złożenia takiej deklaracji, toteż kiedy 20 grudnia w końcu przystąpiono do głosowania, wymaganą większość 2/3 głosów nieoczekiwanie uzyskał kardynał Fournier, którego początkowo nie uważano za papabile, a przeprowadzony następnie akces uczynił ten wybór jednomyślnym. Elekt był całkowicie zaskoczony takim obrotem sprawy (miał powiedzieć swoim elektorom „wybraliście osła”), jednak przyjął wybór pod imieniem Benedykt XII. 8 stycznia 1335 w awiniońskim klasztorze dominikanów nowy papież został uroczyście koronowany przez protodiakona Napoleone Orsiniego.